# 982年
| 千纪： | 1千纪                                                                                                |
| 世纪： | 9世纪 \| 10世纪 \| 11世纪                                                                            |
| 年代： | 950年代 \| 960年代 \| 970年代 \| 980年代 \| 990年代 \| 1000年代 \| 1010年代                          |
| 年份： | 977年 \| 978年 \| 979年 \| 980年 \| 981年 \| 982年 \| 983年 \| 984年 \| 985年 \| 986年 \| 987年      |
| 纪年： | 壬午年（马年）；于阗中興五年；辽亨四年；北宋太平兴国七年；大理明政十四年；越南天福三年；日本天元五年 |

## 大事记
- 奧托二世在卡拉布里亞戰役中敗於拜占庭—阿拉伯聯軍。

## 逝世
- 10月13日——遼景宗耶律賢，遼國第五位皇帝。